# 4-Bit-Architektur

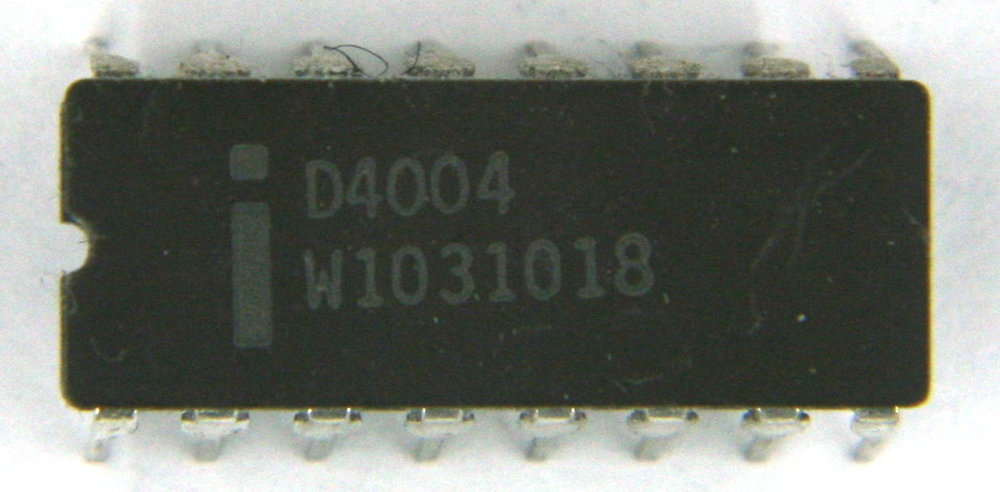
4-Bit-Prozessor D4004

Unter 4-Bit-Architektur wird in der elektronischen Datenverarbeitung eine Prozessorarchitektur verstanden, bei der Prozessoren durch ihr Design so ausgelegt sind, dass 4 Bit gleichzeitig (Wortbreite) während eines Taktes verarbeitet werden können. Diese Festlegung schließt die externe und interne Gestaltung von Daten- und Adressbussen, die Ausführung des Registersatzes sowie der Recheneinheiten mit ein.
Prozessoren mit 4-Bit-Architektur wurden seit den 1970er Jahren u. a. für Taschenrechner verwendet, da mit dieser Datengröße die Zahlen 0 bis 15 in binärer Codierung realisierbar sind sowie die Zahlen 0 bis 9 in der für Anzeige-Module günstigen BCD-Codierung dargestellt werden können.
Ebenso wurden und werden sie in vielen Geräten der Haushaltstechnik (z. B. Waschmaschinen) und Unterhaltungselektronik (Fernseher, Videorekorder) für einfache Steuer- und Kontrollaufgaben verwendet. Während ‚klassische‘ 4-Bit Prozessoren wie der Intel 4004 heute kaum noch verwendet werden, finden sich Prozessoren wie die 4-Bit-Prozessorfamilie µPD75X von NEC immer noch in vielen neuen Haushaltsgeräten. Meist sind diese Mikroprozessoren mit vielen digitalen Ein- und Ausgängen, diversen Timern und einer Echtzeituhr samt Schnittstellen für die direkte Ansteuerung von LC-Displays ausgestattet.
Unter anderem folgende Prozessor-Familien sind Vertreter der 4-Bit-Architektur:
- von Intel das Modell 4004
- von NEC die Prozessorfamilie µPD75X
- von Texas Instruments die Serie TMS1000
- von Hewlett-Packard die HP-Saturn-Familie
- von Sharp die SM5xx-Serie